# Vriesea flammea
Vriesea flammea är en gräsväxtart som beskrevs av Lyman Bradford Smith. Vriesea flammea ingår i släktet Vriesea och familjen Bromeliaceae. Inga underarter finns listade i Catalogue of Life.